# Напад парадајза убица
Напад парадајза убица (енгл. Attack of the Killer Tomatoes) амерички је комични хорор филм из 1978. године, редитеља Џона де Бела, са Дејвидом Милером, Џорџом Вилсоном, Шерон Тејлор, Стивеном Писом и Ериком Кристмасом у ансамблски подељеним главним улогама. Представља пародију на природне хорор филмове као што Птице (1963) Алфреда Хичкока и Ајкула (1975) Стивена Спилберга. Направљен са буџетом мањим од 100.000 долара, филм приказује парадајзе, који су из необјашњеног разлога мутирали и почели да убијају људе.
На самом уводу наратор говори да су се људи у почетку смејали Хичкоковим Птицама и идеји да птице дижу побуну против човечанства. Међутим, када се 1975. напад птица заиста десио нико се више није смејао. У једној од уводних сцена парадајз напада пливаче, што представља пародију на Спилбергову Ајкулу.
Упркос многобројним изразито негативним критикама, филм је постао култни класик. Захваљујући солидној заради изродио је серијал од четири филма, од којих је први наставак објављен 1988. под насловом Повратак парадајза убица. У њему главну улогу тумачи Џорџ Клуни.

## Радња
Група научника се удружује у намери да спасу свет од мутираних парадајза убица. Док државни секретар, Џим Ричардсон, покушава да смири јавност, председник САД-а окупља тим специјалаца који предводи човек по имену Мејсон Диксон. У Диксоновом тиму су експерт за прерушавање Сем Смит, ронилац Грег Колберн, олимпијска пливачица Грета Атенбаум и падобранац Вилбур Финлетер.

## Улоге
| Глумац        | Улога                |
| ------------- | -------------------- |
| Дејвид Милер  | Мејсон Диксон        |
| Џорџ Вилсон   | Џим Ричардсон        |
| Шерон Тејлор  | Лоис Ферчајлд        |
| Стивен Пис    | Вилбур Финлетер      |
| Ерни Мајерс   | председник           |
| Ерик Кристмас | сенатор Полк         |
| Рон Шапиро    | уредник новина       |
| Ал Склар      | Тед Свон             |
| Џери Андерсон | мајор Милс           |
| Џек Рајли     | Вон Шауер            |
| Гери Смит     | Сем Смит             |
| Џон Квалс     | капетан              |
| Бенита Бартон | Грета Атенбаум       |
| Стив Кејтс    | Грег Колберн         |
| Рајан Шилдс   | парадајз             |
| Коста Дилон   | човек у лабораторији |